# Relations entre les États-Unis et le Lesotho
Les relations entre les États-Unis et le Lesotho sont établies en 1966, après l'indépendance du Lesotho vis-à-vis du Royaume-Uni.

## Historique

### Reconnaissance et établissement de liens diplomatiques
Les États-Unis reconnaissent l'indépendance du Lesotho vis-à-vis du Royaume-Uni le 4 octobre 1966. Le même jour, ils sont l'un des quatre premiers pays à établir une ambassade à Maseru. Depuis lors, le Lesotho et les États-Unis entretiennent des relations bilatérales positives.

### Aide au développement et investissements
En 1996, les États-Unis ferment leur programme d’aide bilatérale au Lesotho. Le bureau régional de l’Afrique australe de l'Agence des États-Unis pour le développement international (USAID) à Gaborone, au Botswana, gère désormais la majeure partie de l'aide américaine au Lesotho, qui s'élève à environ 54 millions de dollars pour l’exercice 2016. L'aide totale des États-Unis au Lesotho s'élève à plus de 73 millions de dollars, ce qui inclut l'aide alimentaire. Le Corps de la paix, invité en 1966, opère au Lesotho à partir de 1967. Environ 100 volontaires sont actifs dans les secteurs de l'agriculture, de la santé et de l'éducation.
Le gouvernement du Lesotho encourage une plus grande participation américaine à l'activité commerciale du pays et accueille favorablement l'intérêt des investisseurs et fournisseurs américains potentiels. En juillet 2007, un accord est signé avec la Millennium Challenge Corporation pour fournir 362,5 millions de dollars en soutien au développement du secteur de l'eau, des infrastructures de santé et du secteur privé du Lesotho. Le pacte prend fin en septembre 2013 et un million de personnes devraient bénéficier des investissements.

### Controverse entourant le discours de Donald Trump
En 2025, lors d'un discours devant les deux chambres du Congrès, Donald Trump s'en prend au Lesotho, affirmant qu'il s'agit d'« un pays dont personne n'a entendu parler », tout en annonçant la fin du programme américain d'aide étrangère à cet État. Le ministre des Affaires étrangères du Lesotho, Lejone Mpotjoane, dénonce ces propos et ajoute qu'Elon Musk a des intérêts commerciaux au Lesotho. Il se dit « choqué » d'entendre un chef d'État « faire référence à un autre État souverain de cette manière » alors que les deux pays entretenaient jusque là des relations « chaleureuses et cordiales », selon son porte-parole.